# Maria Giuliani
Św. Maria od Pokoju (Marianna Giuliani) (ur. 12 grudnia 1875 w L’Aquili we Włoszech, zm. 9 lipca 1900 w Taiyuan, prowincja Shanxi w Chinach) – święta Kościoła katolickiego, włoska zakonnica ze zgromadzenia franciszkanek misjonarek Maryi, misjonarka, męczennica.

## Życiorys
Rodzina Marianny Giuliani była bardzo biedna. Jej ojciec był niepraktykujący i nie pozwalał również rodzinie chodzić do kościoła. Jednak matka nauczyła ją kochać Boga. W tajemnicy chodziły do kościoła i modliły się o nawrócenie ojca. Jej ciężko pracująca matka zmarła, gdy Marianna Giuliani miała 10 lat. Wtedy ojciec opuścił dom, a dzieci trafiły pod opiekę sąsiadów.
W 1892 r. Marianna Giuliani wstąpiła do nowicjatu franciszkanek misjonarek Maryi. Została wysłana do Austrii w celu utworzenia nowej wspólnoty. W 1898 r. biskup z Chin Franciszek Fogolla udał się do Turynu na Międzynarodową Wystawę Chińskiej Kultury i Sztuki. Następnie podróżował z czterema chińskimi seminarzystami po Europie, dzięki czemu pozyskał środki potrzebne dla misji. Na jego prośbę matka Maria od Męki Pańskiej, założycielka zgromadzenia franciszkanek misjonarek Maryi, wyznaczyła siedem sióstr do wyjazdu na misje do Chin (Marię Herminę, Marię od Pokoju, Marię Klarę, Marię od Bożego Narodzenia, Marię od św. Justyna, Marię Adolfinę, Marię Amandynę). Do Taiyuan razem z biskupem pojechało dziewięciu młodych księży i siedem zakonnic ze zgromadzenia franciszkanek misjonarek Marii. Marii od Pokoju Powierzono zorganizowanie sierocińca.
Wkrótce po ich przybyciu do Chin, podczas powstania bokserów, doszło do prześladowań chrześcijan. Zarządca prowincji Shanxi Yuxian nienawidził chrześcijan. Z jego polecenia biskup Fogolla został aresztowany razem z 2 biskupami, 3 księżmi, 7 zakonnicami, 7 seminarzystami, 10 świeckimi pomocnikami misji i kilkoma chińskimi wdowami. Aresztowano również protestanckich duchownych razem z ich rodzinami. Została stracona razem z współsiostrami z rozkazu gubernatora Shanxi 9 lipca 1900 r. W tym dniu zabito łącznie 26 męczenników. W styczniu 1901 r. nowy zarządca prowincji urządził ich uroczysty pogrzeb.

## Dzień wspomnienia
9 lipca w grupie 120 męczenników chińskich.

## Proces beatyfikacyjny i kanonizacyjny
Siostry zostały beatyfikowane 24 listopada 1946 r. przez Piusa XII w grupie Grzegorza Grassiego i 28 Towarzyszy. Kanonizowane w grupie 120 męczenników chińskich 1 października 2000 r. przez Jana Pawła II.